# Johannes Nicolaus Brønsted
Johannes Nicolaus Brønsted, químico y físico danés (Varde,  22 de febrero de 1879-17 de diciembre de 1947).
Recibió el grado en ingeniería química en 1899 y el doctorado en física el año 1908 por la Universidad de Copenhague. Inmediatamente le designaron profesor de Química inorgánica y Física en Copenhague. En 1906 publicó su primer trabajo sobre la afinidad del electrón. En 1923 introdujo la teoría protónica de las reacciones ácido-base, simultáneamente con el químico inglés Thomas Lowry. El mismo año, la teoría electrónica fue propuesta por Gilbert N. Lewis, pero ambas teorías se utilizan comúnmente. Trabajó en colaboración con el sueco Hevesy en la separación de los isótopos del mercurio.
Era conocido como una autoridad en la catálisis por ácidos y bases. La ecuación de la catálisis de Brønsted tiene su nombre en honor a él. Es también conocido,  junto con Lowry, por la teoría del donante del protón. Brønsted teorizó que un átomo de hidrógeno (presente siempre en un ácido) se ioniza una vez disuelto en agua, pierde su electrón y se convierte en donante del protón. El ion hidróxido, que se produce cuando se forma un álcali y se disuelve en agua, se llama el receptor del protón.
Durante la Segunda Guerra Mundial se opuso a los nazis, y posteriormente fue elegido al parlamento danés en 1947, pero no pudo tomar asiento como diputado debido a su enfermedad. Murió poco después de la elección.

## Teoría de Brønsted
El principal objetivo de él fue complacer las teorías ya creadas
Clasificación de ácidos y bases encaminada a facilitar la comprensión y discusión de las reacciones básicas o ácidas, formulada por Brønsted.
Brønsted sugirió el uso de la forma hidratada porque quería indicar que el agua acepta los protones, es decir que se combina con los protones. Brønsted deseaba aplicar los términos ácido y base en un sentido más amplio que anteriormente y enunció nuevas definiciones de esos conceptos. Un ácido Brønsted será toda sustancia que, especialmente en solución acuosa, sea capaz de ceder un protón; una base Brønsted será cualquier sustancia que pueda aceptar un protón.
Según la teoría de Brønsted, cada una de estas tres ecuaciones representa la acción de un ácido con una base.
NH3 (g) + H2O <---> NH4+ + OH-
H2SO4 + H2O <---> H3O+ + HSO4-
HSO4- + H2O <---> H3O+ + SO4=
Las tres ecuaciones son reversibles. Brønsted llamó base conjugada del ácido a la producida cuando éste pierde un protón.
La idea de Brønsted ha sido útil, pero su aceptación no significa que las definiciones clásicas estén equivocadas. Para aclarar qué definiciones se están aplicando suele hablarse de ácidos Brønsted y de bases Brønsted.

## Obra

### Algunas publicaciones
- Blandingsaffiniteten: binaere Systemer, Copenhague 1908

- Grundrids of den fysiske kemi (Lehrbuch für physikalische Chemie), Copenhague 1912, nueva edición 1936,[7] 1943 (traducción inglesa Londres 1937)

- Einige Bemerkungen über den Begriff der Säuren und Basen, Recueil des travaux chimiques des Pays-Bas et de la Belgique, 42 (1923), 718–728

- con V. K. la Mer: The Activity Coefficients of Ions in Very Dilute Solutions, J. of the Am. Chemical Soc. 46 (1924) 555–573

- con K. Pedersen: Die katalytische Zersetzung des Nitramids und ihre physikalisch-chemische Bedeutung, Zeitschrift für physikalische Chemie, 108 (1924), 185–235

- Om syre- og basekatalyse (Über Säuren- und Basenkatalyse), Copenhague 1926

- The Fundamental Principles of Energetics, Philosophical Magazine, 7ª ser. 29 (1940), 449–470

- On the Concept of Heat, Kongelige Danske Videnskabernes Selskabs Skrifter 19 (8) (1941) 79 ff.

- Principer og problemer i energetiken, Copenhague 1946, 
  - Englische Übersetzung: Principles and problems in energetics, Interscience 1989